# Mustafa Naima
Mustafa Naima (in turco ottomano مصطفى نعيما, Muṣṭafā Na'īmā, conosciuto anche come Halepli Mustafa Naîmâ Efendi; Aleppo, 1655 – Patrasso, 1716) è stato uno storico ottomano. Scrisse la cronaca nota come Tārīḫ-i Na'īmā (Storia di Naima). È spesso considerato il primo storico ufficiale dell'Impero ottomano, anche se questa carica formale non fu probabilmente creata fino al tempo del suo successore, Rashid.

## Biografia
Mustafā Na'īm era figlio di un giannizzero di istanza ad Aleppo, nella Siria ottomana. Entrò nel corpo dei Baltacı (gli alabardieri della guardia di palazzo) a Costantinopoli e lì fu educato come scritturale. Ricoprì diversi incarichi minori salendo nell'amministrazione finanziaria dell'impero, fino a quando gli intrighi di palazzo lo costrinsero ad essere inviato ad un posto amministrativo provinciale, partecipando nel 1714-1715 alla campagna di Morea con un incarico amministrativo.
Come storico Naima menziona l'arrivo degli ambasciatori Mughal: Qaim Beg, Sayyid Ataullah e Hajji Ahmad Saeed, inviati dall'imperatore Moghul Shah Jahan. Gli ambasciatori alloggiarono nel serraglio di Saiwush Pascià.

## Opere
Nel 1698 o 1699 il gran visir Amcazade Köprülü Hüseyin Pascià gli incaricò di scrivere una storia degli Ottomani, che fu intitolata in turco ottomano روضة الحسين فى خلاصة أخبار الخافقين, Ravżatu'l-Ḥüseyn fī ḫulāṣati aḫbāri'l-ḫāfiḳeyn, "Il giardino di Hüseyin nel riassunto delle cronache d'Oriente e d'Occidente". Quest'opera, scritta sotto forma di annali, fu terminata nel 1704 e copre gli eventi degli anni dal 1591 al 1660. Ha usato cronache di autori precedenti, alcuni oggi perduti. Raccolse dati per continuare fino al 1689 ma la sua opera non fu pubblicato e le note sono andate perse.